# Exécutif Féaux
L' Exécutif Valmy Féaux est un exécutif de la Communauté française de Belgique bipartite composé de socialistes et de sociaux-chrétiens.
Gouvernement de la Communauté française
 Moureaux II Anselme
Cet exécutif remplace l'Exécutif Moureaux II. Il fonctionne du 11 mai 1988 (à la suite de la démission de Philippe Moureaux) au 7 janvier 1992. Il est suivi de l'Exécutif Anselme

## Composition
| Fonction                                                                                            | Titulaire | Titulaire                                                    | Parti |
| --------------------------------------------------------------------------------------------------- | --------- | ------------------------------------------------------------ | ----- |
| Ministre-président à partir du 17.01.1989, s'y ajoute: la Culture et de la Communication            |           | Valmy Féaux                                                  | PS    |
| Ministre de l’Enseignement, de la Formation, du Sport, du Tourisme et des Relations internationales |           | Jean-Pierre Grafé                                            | PSC   |
| Ministre des Affaires sociales et de la Santé                                                       |           | Charles Picqué remplacé le 6.07.1989 par: François Guillaume | PS    |
| à partir du 17.01.1989: Ministre de l’Éducation et de la Recherche scientifique                     |           | Yvan Ylieff                                                  | PS    |